# Lucera
Lucera város (közigazgatásilag comune) Olaszország Puglia régiójában, Foggia megyében.

## Fekvése
A Tavoliere delle Puglie központi részén fekszik, Foggiától északnyugatra.

## Története
A várost az ókorban a daunusok alapították, noha a régészeti leletek már egy bronzkori település nyomaira utalnak. A város nevét – Luceria – valószínűleg Luciusról, a legendás daunus királyról kapta. Egy másik feltételezés szerint Lux Cereris istennő itt álló temploma után. Egy harmadik, kevésbé elfogadott hipotézis szerint a várost az etruszkok alapították volna, ebben az esetben nevének jelentése valószínűleg Szent Erdő lenne (luc=erdő, eri=szent).
I. e. 321-ben a caudinói csatában a szamniszok jelentős győzelmet arattak a rómaiak felett. Elfoglalták Lucerát, de egy felkelés során a lakosság elűzte őket. I. e. 320-ban Rómát támogatta, aminek köszönhetően elnyerte a Colonia Togata titulust, ami azt jelentette, hogy a római szenátus közvetlen irányítása alatt állt.
A római polgárháborúk idején Pompeius a városban állította fel főhadiszállását. Távozása után a város Julius Caesar oldalára állt át, így különösebb pusztítások nélkül átvészelte a háborút. Az Octavianus és Marcus Antonius közötti háború során azonban súlyos károkat szenvedett. Ezután Octavianus római veteránokat telepített a városba, ami hozzájárult annak gyors fejlődéséhez. Ebben az időszakban épült fel az amfiteátrum is. A Nyugatrómai Birodalom bukása után a város hanyatlásnak indult. 663-ban elfoglalták a longobárdok, majd kevéssel ezután II. Kónsztasz bizánci császár seregei elpusztították.
1224-ben II. Frigyes német-római császár kiűzte a szaracénokat Szicíliából és Lucerába telepítette át őket. Itt állandó felügyelet alatt voltak, így nem tudtak fellázadni a Szicíliai Királyság és a Stauffenek uralkodása ellen. Mivel a szaracén  lakosság száma elérte a 20 000 főt, a várost gyakran Lucaera Saracenorumként emlegették. Ez volt a szaracénok utolsó települése Itáliában.
A szaracénokat 1300-ban, a II. Anjou Károly által vezetett keresztény csapatok űzték ki a városból. A város mecseteit vagy ledöntötték, vagy pedig keresztény templommá alakították át.

## Népessége
A lakosság számának alakulása:

## Főbb látnivalói
- a római kori amfiteátrum
- a középkori vár
- a San Francesco-templom
- az 1300-ban, egykori mecset átalakításával épített katedrális (Santa Maria Assunta)